# Cieślar
Cieślar (918 m, 920 m) – pokryty polanami szczyt w Beskidzie Śląskim, w głównym grzbiecie Pasma Stożka i Czantorii, położony między Wielkim Soszowem (na pn.) a Małym Stożkiem (na pd.). Nazwa pochodzi od nazwiska Cieślar (w 1621 r., tuż po osadzeniu wsi Wisła notowano w niej już 4 Cieślarów, a i dziś jest to jedno z najpopularniejszych nazwisk w Wiśle).
Polska część Cieślara znajduje się w widłach potoku Dziechcinka i jego dopływu, w granicach miasta Wisła w powiecie cieszyńskim, województwie śląskim. Szczyt Cieślara wyróżnia się prawie dookolną panoramą, ukazującą m.in. cały Beskid Śląski i południową część Beskidu Morawsko-Śląskiego.
Przez szczyt Cieślara biegnie granica państwowa polsko-czeska, a wzdłuż niej znakowane szlaki turystyczne: polskie czerwone (Główny Szlak Beskidzki) i czeskie niebieskie.

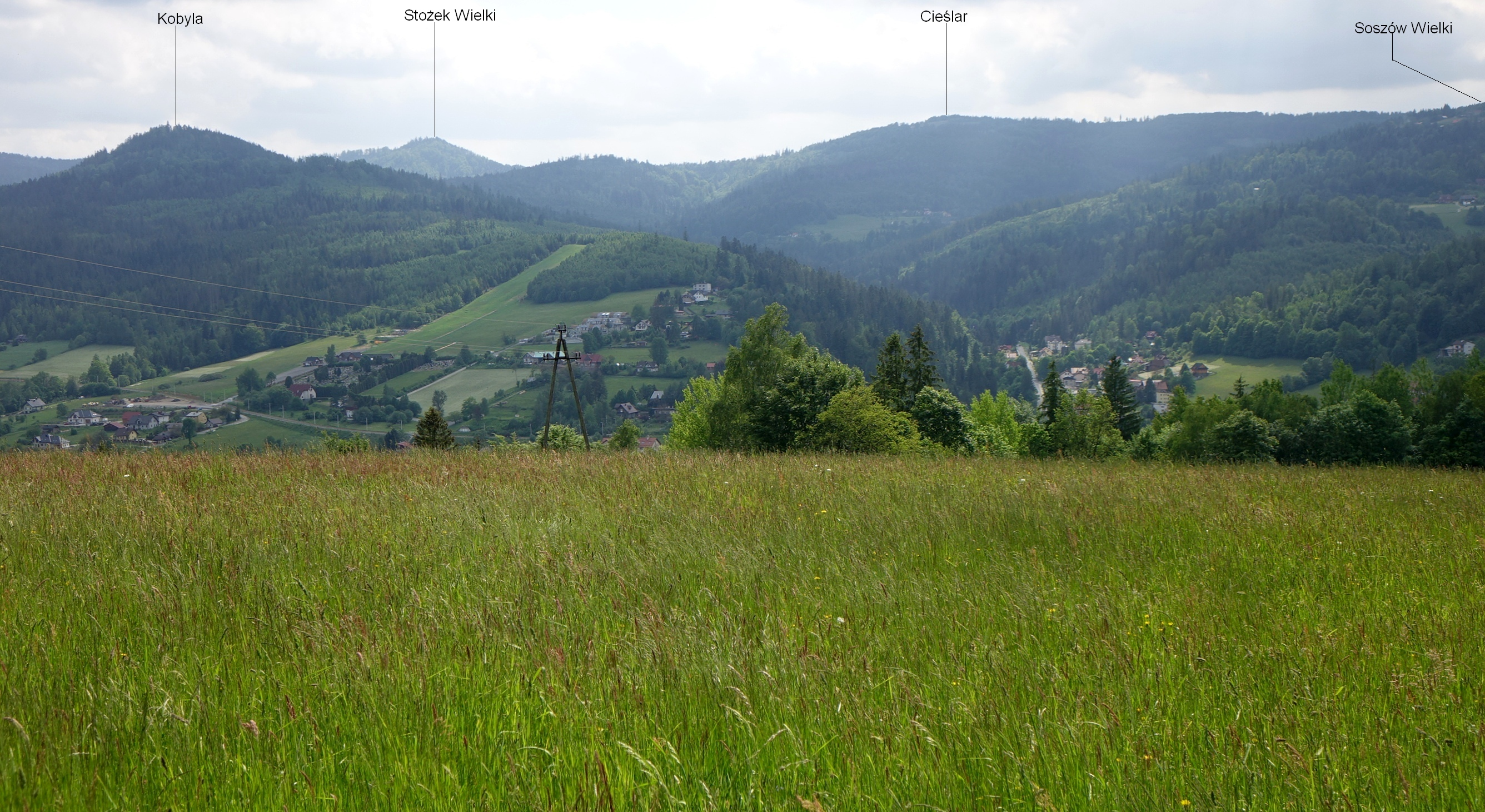
Widok z Cienkowa Niżniego
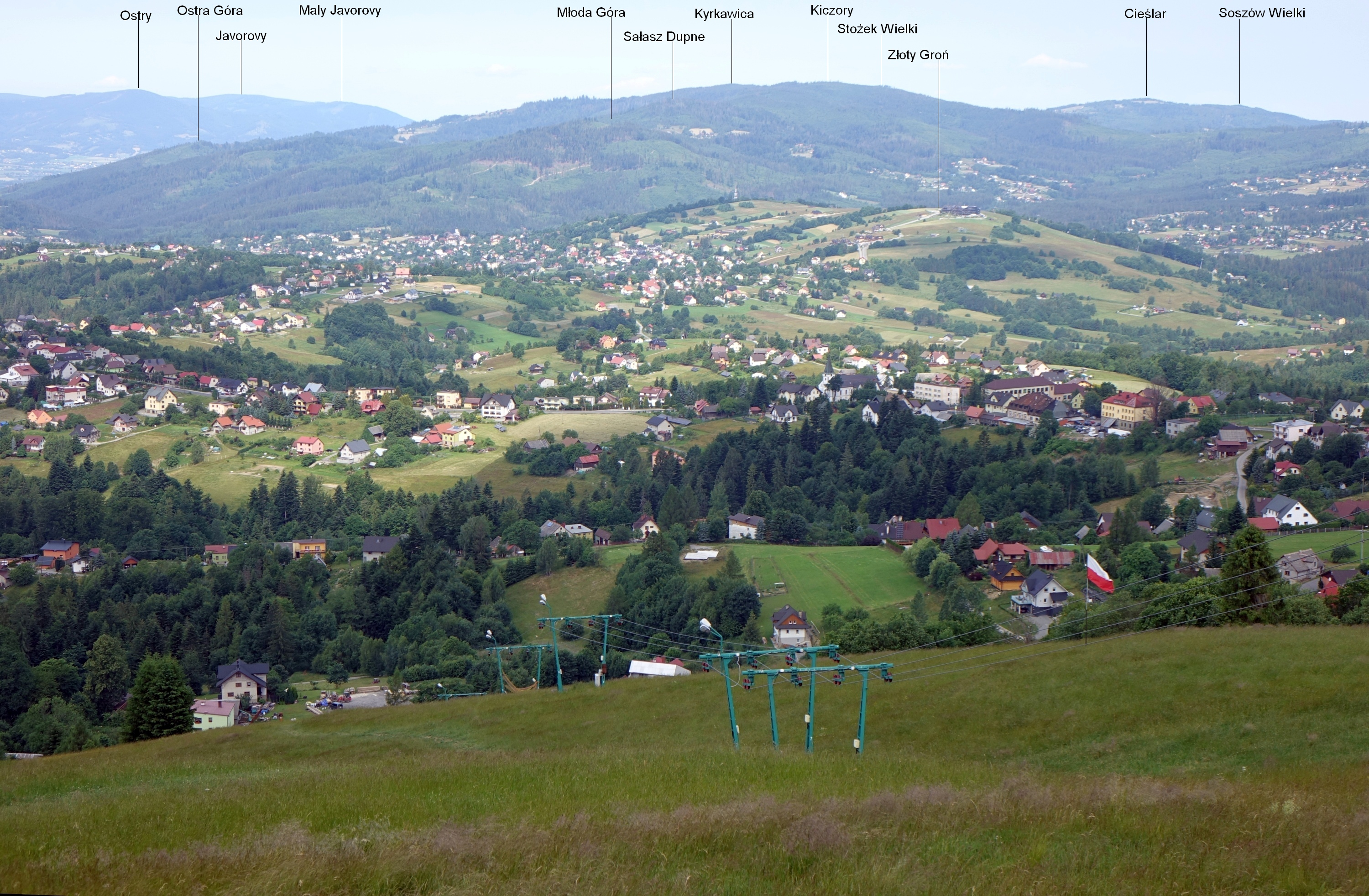
Widok z Ochodzitej